# Szerbia a 2010. évi téli olimpiai játékokon

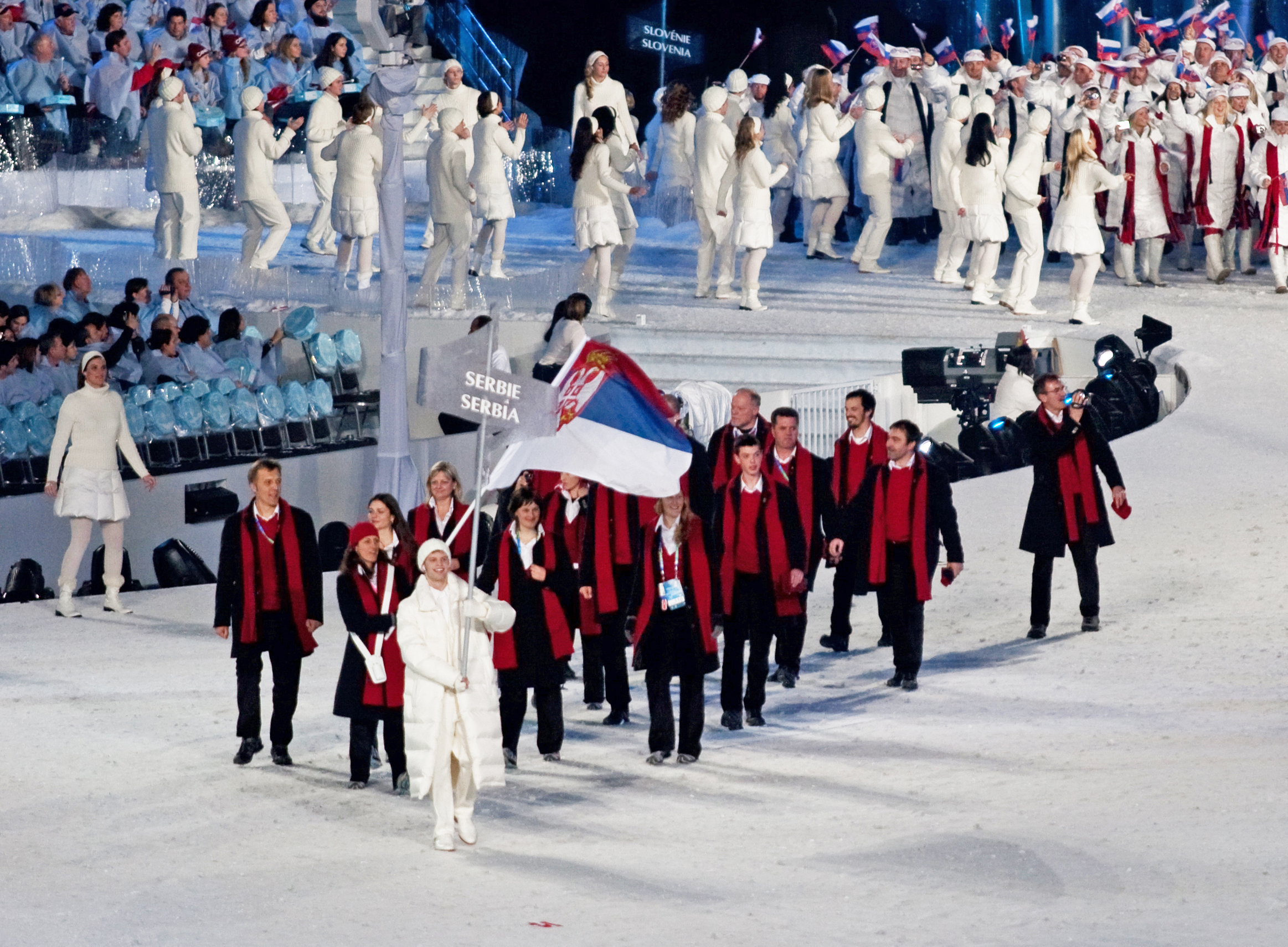
Szerbia olimpiai küldöttsége a megnyitón

Szerbia a kanadai Vancouverben megrendezett 2010. évi téli olimpiai játékok egyik részt vevő nemzete volt. Az országot az olimpián 4 sportágban 10 sportoló képviselte, akik érmet nem szereztek. Szerbia önállóan először vett részt a téli olimpiai játékokon.

## Alpesisí
Női
| Versenyző         | Versenyszám            | 1. futam      | 1. futam      | 2. futam      | 2. futam      | Összesítés | Összesítés |
| Versenyző         | Versenyszám            | Idő           | Hely.         | Idő           | Hely.         | Idő        | Helyezés   |
| ----------------- | ---------------------- | ------------- | ------------- | ------------- | ------------- | ---------- | ---------- |
| Nevena Ignjatović | Műlesiklás             | 55,27         | 41.           | 55,21         | 33.           | 1:50,48    | 32.        |
| Nevena Ignjatović | Óriás-műlesiklás       | 1:20,04       | 40.           | 1:17,47       | 39.           | 2:37,51    | 39.        |
| Nevena Ignjatović | Szuperóriás-műlesiklás |               |               |               |               | kiesett    | kiesett    |
| Jelena Lolović    | Műlesiklás             | 1:05,67       | 67.           | nem ért célba | nem ért célba | kiesett    | kiesett    |
| Jelena Lolović    | Óriás-műlesiklás       | 1:20,03       | 39.           | 1:14,51       | 32.           | 2:34,54    | 33.        |
| Jelena Lolović    | Szuperóriás-műlesiklás |               |               |               |               | 1:26,67    | 30.        |
| Marija Trmčić     | Műlesiklás             | nem ért célba | nem ért célba | kiesett       | kiesett       | kiesett    | kiesett    |

## Biatlon
Férfi
| Versenyző        | Versenyszám  | Lövőhiba    | Időeredmény | Helyezés |
| ---------------- | ------------ | ----------- | ----------- | -------- |
| Milanko Petrović | 10 km sprint | 4 (1+3)     | 28:38,9     | 81.      |
| Milanko Petrović | 20 km egyéni | 7 (2+1+2+2) | 59:44,0     | 87.      |

## Bob
Férfi
| Versenyző                                                  | Versenyszám | 1. futam | 1. futam | 2. futam | 2. futam | 3. futam | 3. futam | 4. futam | 4. futam | Összesítés | Összesítés |
| Versenyző                                                  | Versenyszám | Idő      | Hely.    | Idő      | Hely.    | Idő      | Hely.    | Idő      | Hely.    | Idő        | Helyezés   |
| ---------------------------------------------------------- | ----------- | -------- | -------- | -------- | -------- | -------- | -------- | -------- | -------- | ---------- | ---------- |
| Vuk Rađenović Milos Savic Igor Šarcevic Slobodan Matijevic | Négyes      | 52,37    | 20.      | 52,40    | 17.      | 52,84    | 19.      | 52,74    | 18.      | 3:30,35    | 18.        |

## Sífutás
Férfi
| Versenyző      | Versenyszám | Eredmény | Helyezés |
| -------------- | ----------- | -------- | -------- |
| Amar Garibović | 15 km       | 40:12,0  | 80.      |

Női
| Versenyző      | Versenyszám | Eredmény | Helyezés |
| -------------- | ----------- | -------- | -------- |
| Belma Šmrković | 10 km       | 35:47,4  | 77.      |